# Văn Tiến Dũng
Văn Tiến Dũng (2 de Maio de 1917 – 17 de Março de 2002) foi um general do Exército do Povo Vietnamita (FAV). Foi comandante chefe das forças armadas (1974-1980) e ministro de defesa do Vietnã (1980-1986). Entrou nas forças comunistas em 1936, escapou com vida de uma prisão da França em 1944, e lutou contra a ocupação japonesa na Segunda Guerra Mundial.
Durante a Primeira Guerra da Indochina, Dung serviu de comandante adjunto e organizou as estratégias de guerra de seu país.
Dũng planejou e comandou a Campanha Ho Chi Minh, ofensiva final do seu exército contra o Vietnã do Sul em 1975. Também participou da invasão do Camboja. Foi apontado como ministro da defesa em 1980, porém teve de deixar o cargo em 1986.